# Handschrift von Castelmonte

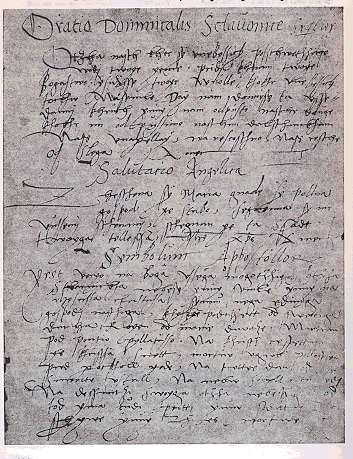
Handschrift von Castelmonte

Die Handschrift von Castelmonte (slowenisch: Starogorski rokopis) ist eine spätmittelalterliche slowenische Handschrift. Sie deckt sich weitgehend mit der deutlich älteren Klagenfurter Handschrift.

## Geschichte

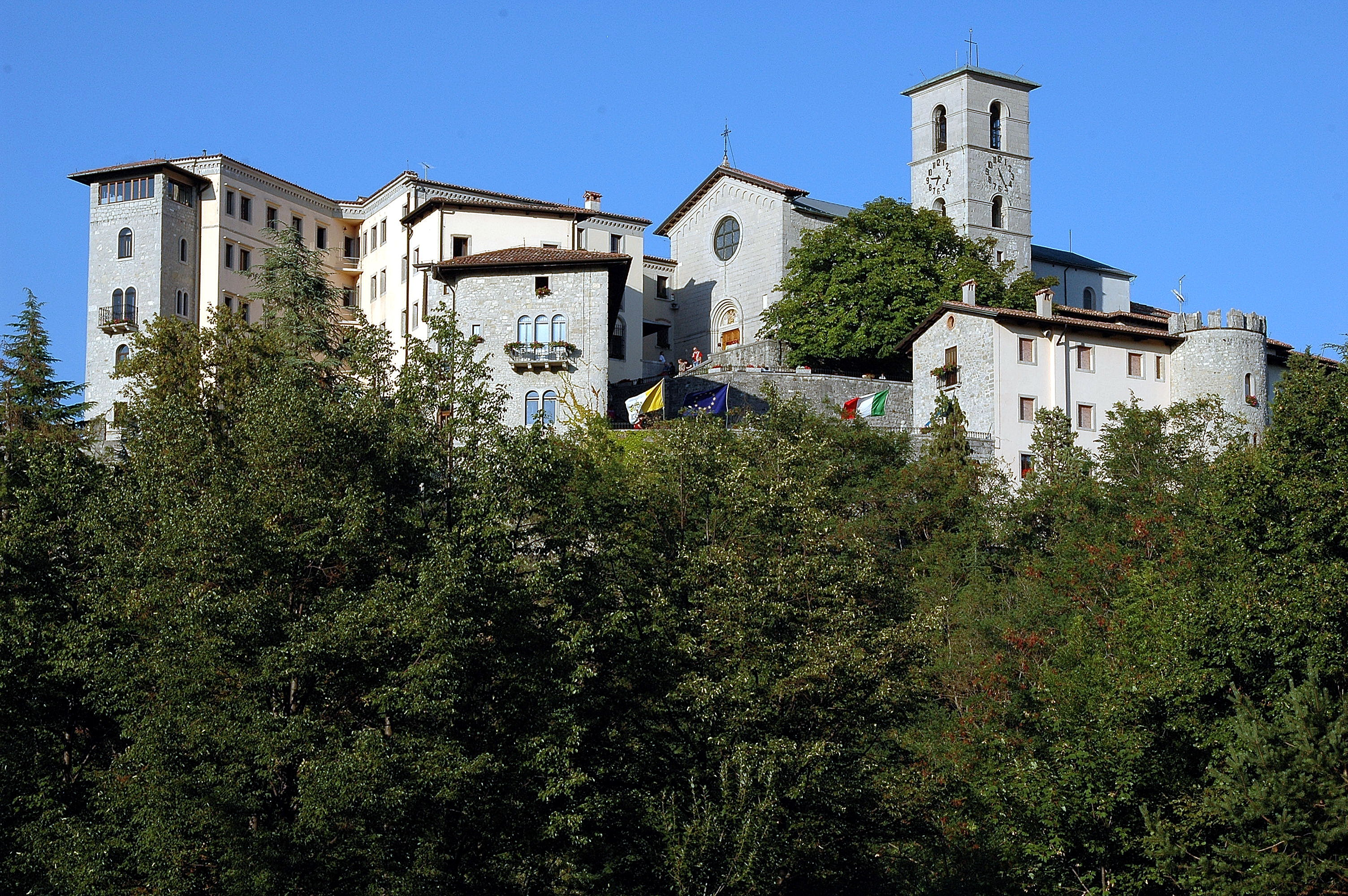
Fundort Castelmonte

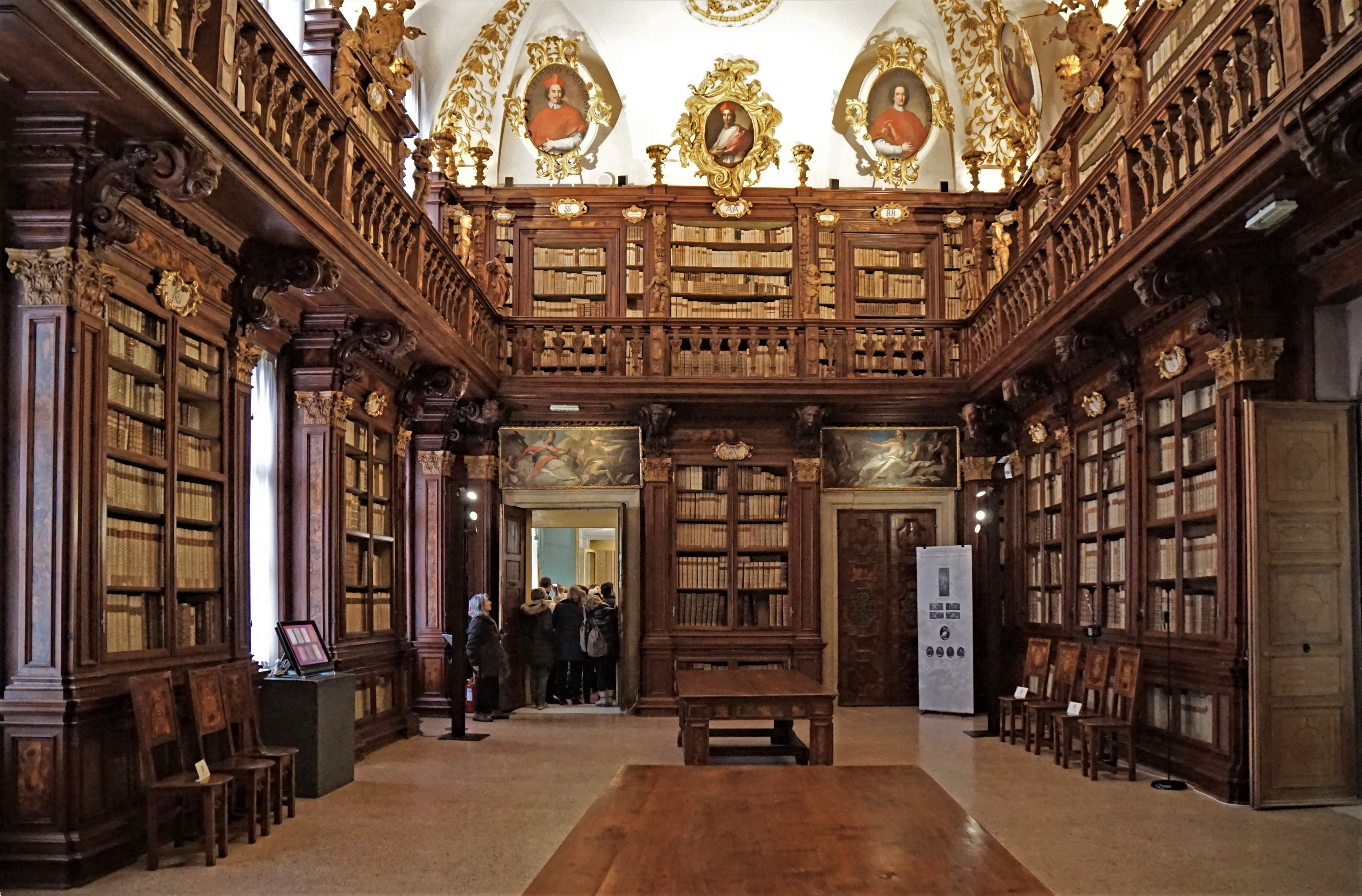
Erzbischöfliche Bibliothek im Palazzo Patriarcale

Die Handschrift wurde in Mirnik vom dortigen Vikar namens Lauretius zwischen 1450 und 1520 verfasst, nach einer engeren Schätzung Jože Toporišičs zwischen 1492 und 1498. Wiederentdeckt wurde sie im 20. Jahrhundert in den Beständen des Klosters und Wallfahrtsstätte Castelmonte im heutigen Friaul. Heute wird sie im Archiv des Udineser Erzbistums aufbewahrt.

## Inhalt
Die einseitige Handschrift beinhaltet das Vater Unser, das Ave Maria und das apostolische Glaubensbekenntnis in beinahe identischer Form wie die Klagenfurter Handschrift.

## Sprachliche Besonderheiten
Zur sprachlichen Einordnung vgl. Klagenfurter Handschrift#Geschichte. Die Handschrift ist in gotischer Fraktur verfasst. Auffällig ist die Darstellung des (im Slowenischen halbvokalischen) modernen j durch y, während modern i durch j wiedergegeben wird. Die Darstellung der Zischlaute ist am Deutschen orientiert und uneinheitlich.

## Bedeutung
Der Beginn der slowenischen Schriftsprache wird mit der Reformationszeit angesetzt. Mittelalterliche slowenische Sprachzeugnisse sind aufzählbar rar und daher jedes für sich wertvoll. Die weitgehende Identität mit der zeitlich und räumlich erheblich entfernten Klagenfurter Handschrift spricht dafür, dass diese zentralen christlichen Gebete im slowenischen Sprachraum im späten Mittelalter weitgehend kanonisiert waren.